# Гиплер, Вендель
Ве́ндель Ги́плер (нем. Wendel Hipler; родился около 1465 года, Нойенштайн, Германия — умер в сентябре 1526 года, Гейдельберг, Германия) — один из вождей крестьянской войны 1524—26 годов в Германии, противник Швабского союза.

## Биография
Дворянин, выходец из министериалов владетельной семьи Гогенлоэ. В 1490—1514 годах служил секретарём у графов Крафта VI и Альбрехта III. В конце марта 1525 года, с началом крестьянского восстания во Франконии, примкнул к крестьянскому движению, сделавшись одним из 113 наиболее влиятельных вождей так называемого «Светлого отряда», состоявшего из повстанцев области Неккарталь-Оденвальд, где был начальником полевой канцелярии. Являлся представителем умеренных элементов движения, ориентировавшихся на союз бюргерства с оппозиционным дворянством и стремившихся использовать революционное движение крестьян в интересах умеренных имперских реформ. Из кругов, близких к Венделю и бамбергскому епископу Фридриху Вейганду, 8—13 мая 1525 года вышел проект манифеста (Гейльброннская программа), основная мысль которого заключалась в освобождении крестьян из-под власти дворян, с вознаграждением последних из церковного имущества, и реформа судов, на основании выборного и общесословного начал.
По настоянию Гиплера командиром «Светлого отряда» был избран Гёц фон Берлихинген. 2 июня 1525 года, в ходе разгрома крестьян у Кёнигсхофена войском под начальством трухзеса Швабского союза Георга фон Вальдбурга (1488—1531), Вендель в числе прочих бежал. Позднее он был схвачен в Гейдельберге и брошен в тюрьму, где и скончался.